# Svitramia hatschbachii
Svitramia es un género monotípico de plantas con flores pertenecientes a la familia Melastomataceae. Su única especie: Svitramia hatschbachii, es originaria de Brasil.  

## Taxonomía
Svitramia hatschbachii fue descrita por John Julius Wurdack y publicado en Boletim do Museu Botanico Municipal 10: 1–2, f. 1. 1973.